# Źródło (film 2006)
Źródło (ang. The Fountain) – powstały w 2006 roku amerykański film fabularny, dramat science fiction, w reżyserii Darrena Aronofsky’ego. W rolach głównych występują Hugh Jackman i Rachel Weisz. Zdjęcia kręcono w Montrealu, Filadelfii i w Gwatemali.
Jest to dziejąca się na przestrzeni tysiąca lat (kolejne wątki odpowiednio w XVI, XXI i XXVI wieku) opowieść o miłości, śmierci i umiejętności akceptowania doświadczeń płynących z życia. Film zawiera aluzje biblijne oraz symbole kabalistyczne, podobnie jak w filmie π tego samego autora.